# 뉴리더
뉴리더(ニューリーダー)는 일본 자유민주당 총재 나카소네 야스히로의 퇴임을 앞두고 후계자 자리를 노렸던 당내 실력자들인 다케시타 노보루, 아베 신타로, 미야자와 기이치 세 사람을 아울러 일컫는 말이다. 세 사람의 앞 글자를 하나씩 따서 안치쿠구(安竹宮)라고도 하며, 뉴리더라는 표현에는 세 사람 외에도 나카가와 이치로, 와타나베 미치오 등이 포함될 때가 많다.
다나카 가쿠에이 내각이 수립되면서 삼각대복중이 자민당 내의 실력자로 부상했다. 그리고 비슷한 시기에 다케시타, 아베, 고사카 도쿠사부로 등은 이미 장래의 총재 후보로 꼽혀왔는데 이들을 당시 안치쿠쇼(安竹小)라고 불렀다. 하지만 고사카는 다나카파 소속이긴 했어도 무파벌 출신이었으며 운수대신을 역임할 때 국철 개혁의 일환인 국철분할민영화에 소극적이란 이유로 도코 도시오 등 재계로부터의 지원을 잃었다. 특히 국철분할민영화는 나카소네가 추진했던 것인데 고사카가 미온적인 움직임을 보이자 나카소네의 분노를 샀고 정계에서의 영향력도 함께 줄어들었다. 결국 고사카를 대신하여 스즈키 젠코 내각에서 관방장관을 지낸 미야자와가 뉴리더로 불리게 되었고 안치쿠쇼도 안치쿠구로 대체되었다.
1987년 나카소네가 총재직에서 물러날 당시 다케시타, 아베, 미야자와는 이미 파벌을 계승받은 명실상부한 차기 리더로 자리잡았으며 나카소네가 물러날 당시 후임 총재 선거에 입후보한 사람도 뉴리더 세 명뿐이었다. 하지만 도량이 작다, 세 명 사이에 두드러진 차이가 없다라며 삼각대복중과 자주 비교되곤 했다. 이토 마사요시는 뉴리더를 긴타로 아메(金太郎飴)에 비유했으며 고토다 마사하루는 "다케시타는 총재 100점·총리 0점, 아베는 총재 50점·총리 50점, 미야자와는 총재 0점·총리 100점"이라며 다소 빈정거리며 평했다.
다케시타는 다나카파의 후계자로 지목되었지만 록히드 사건의 재판 결과 최종적으로 무죄를 선고받은 다나카 가쿠에이가 총재직 복귀를 노리고 있어 파벌 승계가 늦어졌다. 결국 다케시타는 다나카에게 반기를 들었고 이에 충격받은 다나카가 쓰러져 정치적 영향력이 급격히 줄어들자 1987년 사실상 다나카파를 승계받게 된다. 이후 다케시타는 나카소네의 후임 총재로 취임하지만 리쿠르트 사건에 휘말려 2년만에 총재직을 내려놓는다.
아베는 뉴리더 중에선 가장 일찍 파벌 후계자로 지목받는 등 '총재 자리에 가장 가까운 남자'라는 평을 받았지만 각복전쟁의 악영향을 가장 많이 받은 인물이기도 했다. 1982년부터 4차례에 걸쳐 외무대신을 역임해 '외교의 아베'로 불리던 아베는 1986년 후쿠다파를 계승받아 파벌 영수가 되었지만 1987년 나카소네 재정을 통해 다케시타에게 총재 자리를 양보했다. 하지만 이후 리쿠르트 사건에 휘말리면서 다케시타의 후임 총재를 노리기 어려워졌고 외무대신을 역임할 때 장기간의 격무로 병을 얻어 결국 1991년 5월 병사했다.
미야자와는 1970년대부터 총재 후보로 자주 거론되었지만 당내 최대 파벌인 다나카파에서 미야자와를 꺼려하는 정치인이 많아 총재 취임이 늦어졌다. 1986년 스즈키파를 물려받았으며 다케시타가 퇴진하고 아베가 병사한 뒤 1991년 가이후 도시키가 총재직에서 퇴진하자 총재로 취임했다. 하지만 당내 최대 파벌인 다케시타파의 분열과 정치개혁의 지연 등이 원인이 되어 미야자와 내각은 2년만에 붕괴하고 이는 55년 체제의 마지막 자민당 내각이 되었다.
와타나베 역시 리쿠르트 사건에 연루되어 총재 선거에 출마하지 못했으며 고모토는 리쿠르트 사건에 직접 연루되진 않았지만 네오 뉴리더인 가이후에게 총재 후보직을 양보했다.
2014년 제2차 아베 신조 내각 (개조) 당시 아베 신타로의 아들인 아베 신조가 내각총리대신을, 다케시타 노보루의 동생인 다케시타 와타루가 부흥대신을, 미야자와 기이치의 조카인 미야자와 요이치가 경제산업대신을 맡으면서 뉴리더들의 다음 세대들이 한 내각에 모이는 모습이 연출되기도 했다.